# Turf (Zigarettenmarke)
Turf war eine Zigaretten-Marke in der DDR während der 1950er Jahre.  Turf gab es als 20er-, 10er- und 5er-Packung. Sie wurde von der traditionsreichen Jasmatzi Cigarettenfabrik, später VEB Jasmatzi Dresden, hergestellt, die 1959 in den Vereinigten Zigarettenfabriken Dresden aufging. 

Turf, ca. 1956

Die 20er-Packung kostete 2,00 Mark, eine 10er-Packung entsprechend 1,00 Mark, die 5er-Packung 50 Pfennige. Turf gab es in dunkelgrüner Verpackung mit einem weißen Schriftzug und in weißer Packung mit grünem Schriftzug.
Eine seinerzeit populäre Redewendung im Zusammenhang mit dieser Zigarettenmarke lautete: „Siehst du die Gräber in jenem Tal – das sind die Raucher von Turf und Real.“ Der Markenname Turf wurde außerdem zu einer Abkürzung für „Thüringen unter russischer Fuchtel“ bzw. außerhalb Thüringens zu "Täglich unter russischer Fuchtel" umgedeutet.